# Micromacromia camerunica
Micromacromia camerunica är en trollsländeart som beskrevs av Karsch 1890. Micromacromia camerunica ingår i släktet Micromacromia och familjen segeltrollsländor. IUCN kategoriserar arten globalt som livskraftig. Inga underarter finns listade i Catalogue of Life.